# Горне Вестениці
‎
Горне Вестениці (словац. Horné Vestenice) — село, громада округу Пр'євідза, Тренчинський край. Кадастрова площа громади — 9.96 км².
Населення 631 особа (станом на 31 грудня 2020 року).

## Історія
Горне Вестениці згадується 1332 року.

## Населення
| Рік:            | 1994. | 2004.   | 2014.   | 2024.   |
| --------------- | ----- | ------- | ------- | ------- |
| Кількість осіб: | 630   | 608     | 612     | 620     |
| Різниця:        |       | -3,49 % | +0,65 % | +1,30 % |

| Рік:            | 2023. | 2024.   |
| --------------- | ----- | ------- |
| Кількість осіб: | 622   | 620     |
| Різниця:        |       | -0,32 % |